# Leon Draisaitl
Leon Draisaitl (* 27. Oktober 1995 in Köln) ist ein deutscher Eishockeyspieler, der seit August 2014 bei den Edmonton Oilers in der National Hockey League unter Vertrag steht und für diese auf der Position des Centers spielt. Er wurde von den Oilers im NHL Entry Draft 2014 an dritter Gesamtposition ausgewählt und ist damit, zusammen mit Tim Stützle, der höchste deutsche Draft-Pick der NHL-Geschichte. Am Ende der Saison NHL 2019/20 führte er die NHL als Topscorer an und gewann somit als erster Deutscher die Art Ross Trophy, ebenso wie anschließend die Hart Memorial Trophy sowie den Ted Lindsay Award als wertvollster Spieler der Liga. Zudem wurde er als Deutschlands Sportler des Jahres ausgezeichnet. Im Jahre 2025 gewann er als erster Deutscher die Maurice Richard Trophy als bester Torschütze der NHL.
Seit der Weltmeisterschaft 2014 ist Draisaitl Mitglied der deutschen Nationalmannschaft. Er ist der Sohn des ehemaligen deutschen Eishockeynationalspielers und heutigen -trainers Peter Draisaitl.

## Karriere

### Deutsche Nachwuchsligen (bis 2012)
Leon Draisaitl begann seine Karriere bei den sogenannten Bambini (U10) der Kölner Haie. In den folgenden Jahren spielte er jahrgangsgemäß bei den Kleinschülern (U12), den Knaben (U14, Knaben NRW-Liga) und zuletzt in der Schüler-Bundesliga bei der Juniorenabteilung der Kölner Haie. Dort spielte er zwei Spielzeiten in der U16-Mannschaft, für die er in 44 Saisonspielen 22 Tore und 33 Vorlagen für insgesamt 55 Scorerpunkte erzielte. Der Linksschütze wechselte zur Saison 2009/10 zu den Mannheimer Adlern, wo er ebenfalls im U16-Team der Mannschaft zum Einsatz kam. Dort konnte Draisaitl seine Leistungen bereits in seiner ersten Saison deutlich steigern. Er stellte dort persönliche Bestmarken in erzielten Toren und gegebenen Vorlagen auf, die Saison schloss der Stürmer schließlich mit 103 Scorerpunkten ab. Diese Leistungen konnte Draisaitl in der nachfolgenden Spielzeit 2010/11 noch weiter steigern: seine 97 Tore und 95 Vorlagen in 29 Spielen brachte ihm das Interesse von ausländischen Scouts ein. Nach seiner Rekordsaison wechselte Draisaitl zu den Jungadlern, der ersten Nachwuchsmannschaft der Adler Mannheim aus der Deutschen Eishockey Liga (DEL). Auch dort konnte der Außenstürmer sein Talent unter Beweis stellen. Am Ende der Saison konnte nur Mitspieler Dominik Kahun mit einer Vorlage mehr auf dem Konto den Scorertitel der Deutschen Nachwuchsliga (DNL) gewinnen.
Während seiner Zeit bei den Jungadlern besuchte Leon Draisaitl gemeinsam mit Dominik Kahun und Tim Stützle die Integrierte Gesamtschule Mannheim-Herzogenried (IGMH).

### Prince Albert Raiders (2012 bis 2014)
Aufgrund seiner vielversprechenden Leistungen im deutschen Nachwuchssystem wurde Draisaitl bei dem 2012 CHL Import Draft in der ersten Runde an insgesamt zweiter Stelle von den Prince Albert Raiders ausgewählt. Die Raiders waren im Vorjahr mit 48 Punkten aus 72 Spielen das schlechteste Team der Liga. Dennoch konnten sich die Raiders nach zehn Jahren ohne Playoff-Teilnahme, auch dank der guten Leistungen Draisaitls, wieder für die Endrunde qualifizieren. Seine Leistungen in seinem ersten Jahr in Nordamerika wurden von der Western Hockey League (WHL) so groß eingeschätzt, dass Draisaitl neben Seth Jones für die Jim Piggott Memorial Trophy, der Auszeichnung des besten Rookies der Saison, nominiert wurde. In 64 Spielen mit den Raiders schoss er 21 Tore, zwei davon im Powerplay. Weiterhin gab er zudem 37 Vorlagen für eine Gesamtpunktzahl von 58 Punkten. Bemerkenswert war auch die Plus/Minus-Statistik von +22. In den Playoffs scheiterten die Raiders jedoch mit einer klaren Serien-Niederlage ohne einen einzigen Sieg – ein sogenannter Sweep – von 0:4 Spielen gegen die Red Deer Rebels bereits in der ersten Runde.

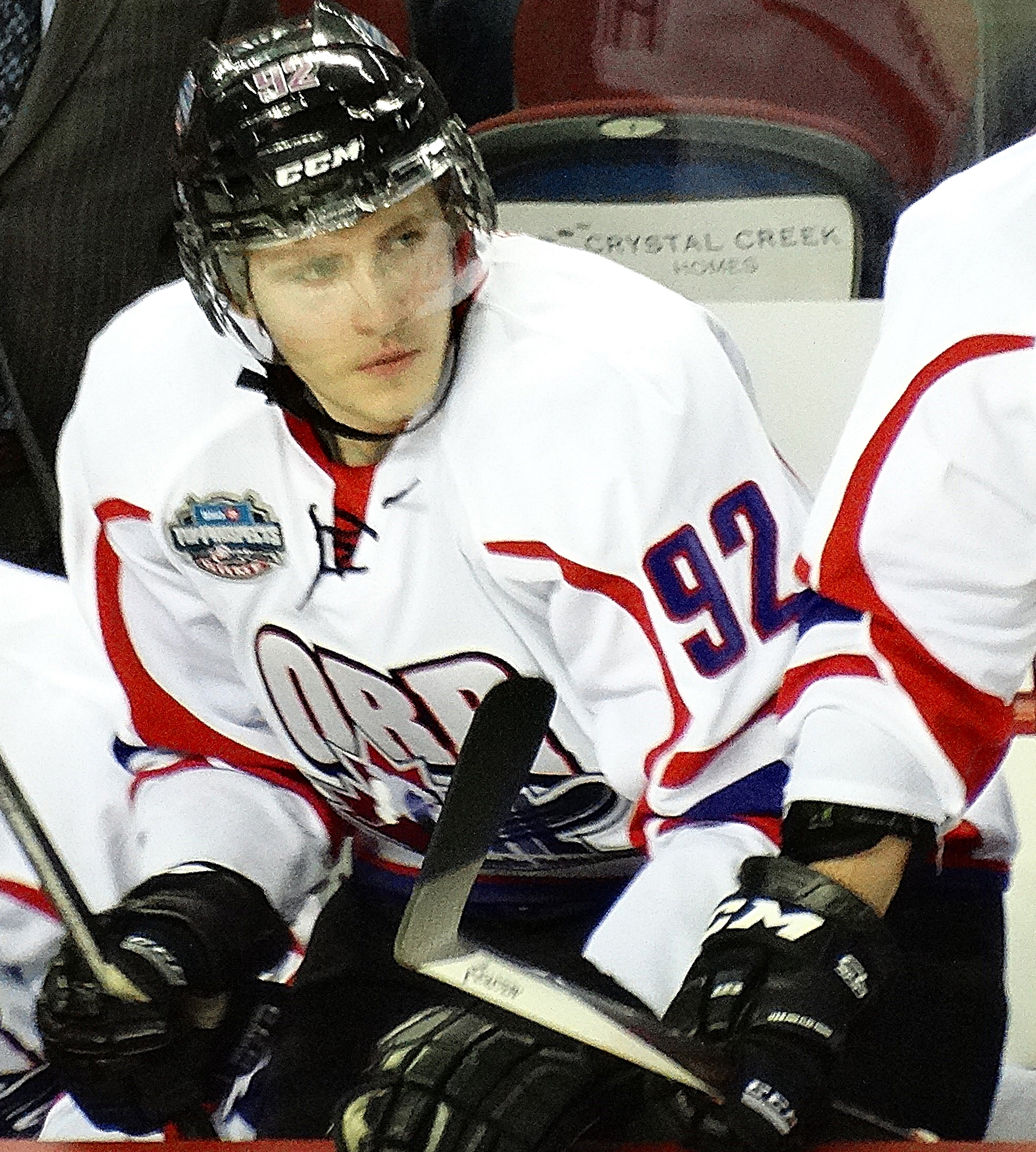
Draisaitl während des CHL Top Prospects Game (2014)

Bereits zu Beginn der Saison 2013/14 wurde von Draisaitl neben Mitspieler Josh Morrissey erwartet, dass er die Rolle des Leistungsträgers für die Prince Albert Raiders einnehmen könne. Der ursprüngliche Außenstürmer war nun der unangefochtene Mittelstürmer der ersten Reihe und spielte die meiste Zeit mit Teamkollege Dakota Conroy zusammen. Nachdem der linke Außenstürmer Collin Valcourt nach einem Trade der Raiders mit den Saskatoon Blades neu zum Team stieß, entwickelte der damals 20-jährige eine gute Chemie mit Draisaitl und Conroy. Fortan stellten die drei Spieler daher die erste Linie der Raiders bis zum Ende der Saison und spielten auch in gleicher Formation im Powerplay der Raiders. Die Raiders erreichten am Ende der regulären Saison die gleiche Punkteanzahl wie die Red Deer Rebels, die die Prince Albert ein Jahr zuvor aus den Playoffs warfen. Da kein anderweitiger Tie-Breaker vom Regelwerk der WHL vorgesehen ist als die Gesamtanzahl der Punkte, musste ein K.-o.-Spiel zwischen beiden Teams ausgetragen werden, um den letzten Playoff-Platz in der Eastern Conference zu vergeben. Dieses letzte Spiel gewannen die Prince Albert Raiders mit einem Endergebnis von 5:3, wobei Draisaitl in diesem entscheidenden Spiel zwei Vorlagen zum Sieg beisteuern konnte. Insgesamt erlangte der Kölner Angreifer in der Saison eine Karrierebestmarke von 38 Toren und 67 Vorlagen für insgesamt 105 Punkte, was auch für das Team der Raiders in allen drei Kategorien jeweils Bestwerte in dieser Saison darstellten. Im Ligavergleich teilte sich Draisaitl am Ende der Saison mit Sam Reinhart der Kootenay Ice punktegleich Platz vier der Liste der WHL-Topscorer. Da Leon Draisaitl altersbedingt nur knapp nicht im NHL Entry Draft 2013 gezogen werden durfte, wurde der deutsche Stürmer durch seine gute Rookie-Saison seit Beginn der zweiten Spielzeit bei den Raiders stark von NHL-Scouts beobachtet. Im sogenannten CSS Midterm-Ranking, der zur NHL-Halbzeit veröffentlichten Auflistung der Top-Rookies als eingeschätzte Draftrangfolge des anstehenden NHL Entry Draft 2014, wurde Draisaitl Mitte Januar 2014 auf Platz zwei der in Nordamerika spielenden Nachwuchsspieler gesetzt. Leon Draisaitl wurde beim NHL Entry Draft von den Edmonton Oilers an dritter Stelle gezogen. Damit war er zu diesem Zeitpunkt der am höchsten gedraftete deutsche Spieler der NHL-Geschichte. Nach dem Prospect Camp unterschrieb Draisaitl einen Profivertrag bei den Edmonton Oilers.

### Edmonton Oilers

#### 2014–2015

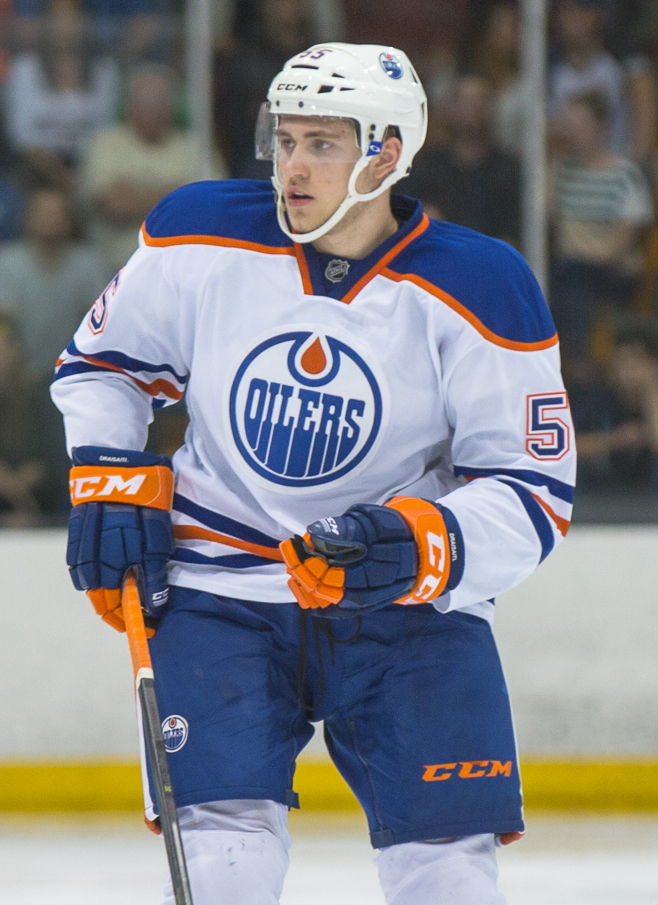
Draisaitl im Trikot der Edmonton Oilers (2014)

Wenige Wochen nach dem NHL Entry Draft unterzeichnete Draisaitl einen Einstiegsvertrag bei den Edmonton Oilers. Um weiter an seinen spielerischen Fähigkeiten zu arbeiten und möglichst schnell den Weg in die NHL zu schaffen, entschied sich der Top-3-Pick dazu, den gesamten Sommer in Edmonton zu bleiben. In Interviews gab er an, mit viel Training vor allem seine Geschwindigkeit und seine Muskelkraft zu verbessern um den zusätzlichen Ansprüchen in der nordamerikanischen Profiliga zu genügen.
Draisaitl überzeugte im Trainingslager und den Vorsaisonspielen seines neuen NHL-Teams und bestritt am 9. Oktober 2014, dem Tag des Saisonauftaktes für die Oilers, sein erstes NHL-Spiel. Da das Oilers-Team seit Beginn der Saison 2014/15 auf der Centerposition dünn besetzt war, übernahm Draisaitl die Position des zweiten Mittelstürmers. Seine ersten Spiele früh in der Saison bestritt Leon Draisaitl mit Benoît Pouliot und Nail Jakupow auf den Außenflügeln, kurz danach folgte eine Umstellung auf eine gemeinsame Stürmerreihe mit Teddy Purcell und David Perron. Seinen ersten NHL-Punkt erreichte der Kölner am 15. Oktober 2014 gegen die Arizona Coyotes. Sein erstes Tor in der NHL schoss Draisaitl in seinem achten NHL-Spiel am 24. Oktober 2014 gegen die Carolina Hurricanes. Dieser Treffer war zugleich das spielentscheidende Tor, Edmonton gewann das Spiel letztlich mit 6:3.
Nach 37 Spielen in der NHL, in denen er neun Scorerpunkte für sich verbuchen konnte, schickten ihn die Oilers am 4. Januar 2015 zurück zu seinem Juniorenteam aus der WHL, den Prince Albert Raiders. Zwei Tage später wurde Draisaitl zum Ligakonkurrenten aus Kelowna transferiert. Mit den Rockets gewann er nicht nur den Ed Chynoweth Cup, sondern wurde auch als wertvollster Spieler der WHL-Playoffs ausgezeichnet. Im anschließenden Memorial Cup 2015 scheiterte die Mannschaft im Finale an den Oshawa Generals, allerdings sicherte sich Draisaitl die Ed Chynoweth Trophy als Topscorer sowie die Stafford Smythe Memorial Trophy als MVP der Memorial-Cup-Playoffs.

#### 2015–2017
Zu Beginn der Saison 2015/16 spielte Draisaitl alle Vorbereitungsspiele der Oilers. Eingesetzt wurde er in diesen Spielen nicht als Center, sondern, vor allem bedingt durch Neuzugang Connor McDavid, auf dem linken Flügel. Eingesetzt wurde er zumeist in der dritten Sturmreihe neben Anton Lander und Nail Jakupow. Einen Tag vor der Frist für die finalen Kader für die neue NHL-Saison wurde Draisaitl als einer der letzten Spieler vom Aufgebot des Teams gestrichen und zum AHL-Farmteam Bakersfield Condors geschickt. Ende Oktober 2015 berief man ihn zurück in den NHL-Kader, wo er bei seinem Saisondebüt für die Oilers zweimal traf und darunter auch das spielentscheidende Tor zum 4:3-Sieg im Spiel gegen die Canadiens de Montréal erzielte. In den folgenden Monaten spielte Draisaitl in einer Angriffsformation mit Taylor Hall und rückte im Zuge der Verletzung von Connor McDavid zurück auf seine angestammte Position des Centers, gleichzeitig erhielt Draisaitl vermehrt Spielzeit sowie größere Verantwortung auf dem Eis. Er war durch seine konstanten Offensivleistungen maßgeblich an den erfolgreichen Ergebnissen seiner Mannschaft im ersten Saisondrittel beteiligt, so konnten die Oilers im Dezember 2015 erstmals seit drei Jahren sechs Spiele hintereinander gewinnen, wobei Draisaitl beim 7:5-Sieg seines Teams gegen die New York Rangers vier Torvorlagen beisteuerte. Seine Leistungssteigerung gegenüber dem Vorjahr wurde insbesondere durch Verbesserungen im Bereich der Athletik sowie des Skatings begründet und erfuhr sowohl in Nordamerika als auch in Deutschland ein breites Medienecho.
In der Spielzeit 2016/17 steigerte Draisaitl seine persönliche Statistik noch einmal deutlich auf 29 Tore und 48 Vorlagen, sodass er mit 77 Scorerpunkten die beste Spielzeit eines Deutschen in der NHL absolvierte (zuvor Marco Sturm; 59 Punkte; Saison 2005/06). Zugleich wurde er damit zum ersten Deutschen, der sich unter den besten zehn Scorern der Liga platzieren konnte. Im sechsten Spiel der Viertelfinal-Serie gegen die Anaheim Ducks gelang Draisaitl am 7. Mai 2017 sein erster Playoff-Hattrick. Neben seinen drei Treffern steuerte er außerdem zwei Vorlagen zum 7:1-Erfolg der Oilers bei, die damit ein entscheidendes siebtes Spiel erzwangen. Nach der Saison unterzeichnete er im August 2017 einen neuen Vertrag in Edmonton, der ihm in den folgenden acht Spielzeiten ein durchschnittliches Jahresgehalt von 8,5 Millionen US-Dollar einbringen soll. Damit wurde Draisaitl zu einem der bestbezahlten Spieler der Liga und zugleich zum bestbezahlten Deutschen der NHL-Historie.

#### 2018–2020
In der Spielzeit 2018/19 nahm Draisaitl erstmals am NHL All-Star Game teil. Nachdem er die initiale Kadernominierung noch verpasst hatte, wurde er bei der Fan-Wahl „Last Man In“ ins Team der Pacific Division gewählt. Er ist damit nach Uwe Krupp, Olaf Kölzig und Marco Sturm der vierte deutsche Spieler, dem diese Ehre zuteilwurde. Draisaitl erreichte im weiteren Saisonverlauf als erster deutscher Spieler überhaupt die 30-Tore-Marke in der NHL, bevor er diese Zahl zum Ende der Spielzeit gar auf 50 Treffer erhöhte und sich somit ligaweit hinter Alexander Owetschkin auf Rang zwei der Torjägerliste platzierte. Mit seinen 55 Vorlagen erreichte er zudem als erster Deutscher den Meilenstein von 100 Scorerpunkten, wobei er mit seinen 105 Punkten Platz vier der Scorerliste belegte. Obwohl die Oilers mit Connor McDavid (Rang 2) noch einen weiteren Angreifer unter den vier statistisch besten Spielern der Liga in ihren Reihen hatten, verpasste das Team die Playoffs abermals deutlich. In der Folgesaison, die wegen der COVID-19-Pandemie vorzeitig abgebrochen wurde, erhielt er mit 110 Scorerpunkten als erster deutscher Spieler die Art Ross Trophy. In den anschließenden Playoffs scheiterte das Team jedoch bereits in der Qualifizierungsrunde mit 1:3 an den Chicago Blackhawks. Dennoch wurde er am Ende der Spielzeit 2019/20 als erster Deutscher mit der Hart Memorial Trophy sowie dem Ted Lindsay Award als wertvollster Spieler der NHL ausgezeichnet. Zudem berücksichtigte man ihn im NHL First All-Star Team. Am 20. Dezember 2020 wurde Draisaitl in Baden-Baden als Deutschlands Sportler des Jahres 2020 geehrt. Er ist der erst zweite Mannschaftssportler nach Dirk Nowitzki, dem diese Auszeichnung zuteilwurde.

#### Seit 2020
In der verkürzten Spielzeit 2020/21 platzierte er sich mit 84 Punkten ligaweit wieder auf Rang zwei hinter McDavid. Diese Leistungen bestätigte der Center auch in der Saison 2021/22, als er mit 110 Punkten den vierten Rang der NHL-Scorerliste belegte. Seine 55 Tore wurden dabei nur von Auston Matthews (60) übertroffen. In den anschließenden Playoffs 2022 erreichte der Deutsche mit den Oilers erstmals das Conference-Finale, unterlag dort allerdings der Colorado Avalanche deutlich mit 0:4. Er persönlich verzeichnete dabei trotz eines Syndesmoserisses mit 32 Punkten aus 16 Partien einen Punkteschnitt von 2,0 pro Spiel.
In der Spielzeit 2022/23 steigerte Draisaitl seine bisherige Bestleistung erneut auf 128 Scorerpunkte in 80 Partien, wobei er ligaweit abermals den zweiten Platz hinter McDavid belegte, allerdings mit deutlichem Abstand von 25 Scorerpunkten, aber deutliche 15 Scorerpunkte vor dem Drittplatzierten. In der Torschützenliste belegte er mit 52 Treffern den vierten Rang. In den anschließenden Playoffs 2023 scheiterten die Oilers im Conference-Halbfinale an den Vegas Golden Knights, die später den Stanley Cup gewinnen sollten. Obwohl er somit nur an der Hälfte der Playoffs beteiligt war, führte er die Torschützenliste am Ende gemeinsam mit Conn-Smythe-Gewinner Jonathan Marchessault mit 13 Treffern an.
In den Playoffs 2024 erreichte Draisaitl mit den Oilers erstmals das Endspiel um den Stanley Cup, wo die Oilers allerdings mit 3:4 den Florida Panthers unterlagen. Sie erreichten dabei nach einem 0:3-Rückstand noch ein zwischenzeitliches 3:3 in der Serie, was zuletzt 1945 geschehen war.
Im September 2024 unterzeichnete Draisaitl einen neuen Achtjahresvertrag in Edmonton, der ihm mit Beginn der Saison 2025/26 ein durchschnittliches Jahresgehalt von 14 Millionen US-Dollar einbringen soll. Zum Zeitpunkt der Unterzeichnung würde ihn dies bei Inkrafttreten zum bestbezahlten Spieler der Liga machen, vor Auston Matthews (13,25 Millionen US-Dollar). Am Ende der Saison 2024/25 gewann der Deutsche erstmals die Maurice Richard Trophy als bester Torschütze der NHL, wobei er 52 Treffer erzielt hatte. Mit 106 Scorerpunkten platzierte er sich ligaweit auf dem dritten Rang, obwohl er nur 71 Partien bestritten hatte.
In den Stanley-Cup-Playoffs 2025 stellte Draisaitl im vierten Spiel der Finalserie, die die Oilers wie ein Jahr zuvor gegen die Florida Panthers bestritten, mit seinem insgesamt vierten Overtime-Treffer – über alle Serien verteilt – einen NHL-Rekord auf. In weiterer Folge unterlag man den Panthers jedoch erneut, mit 2:4, während er die gesamte Liga in den Playoffs in Punkten (33; gemeinsam mit McDavid) anführte.

### International

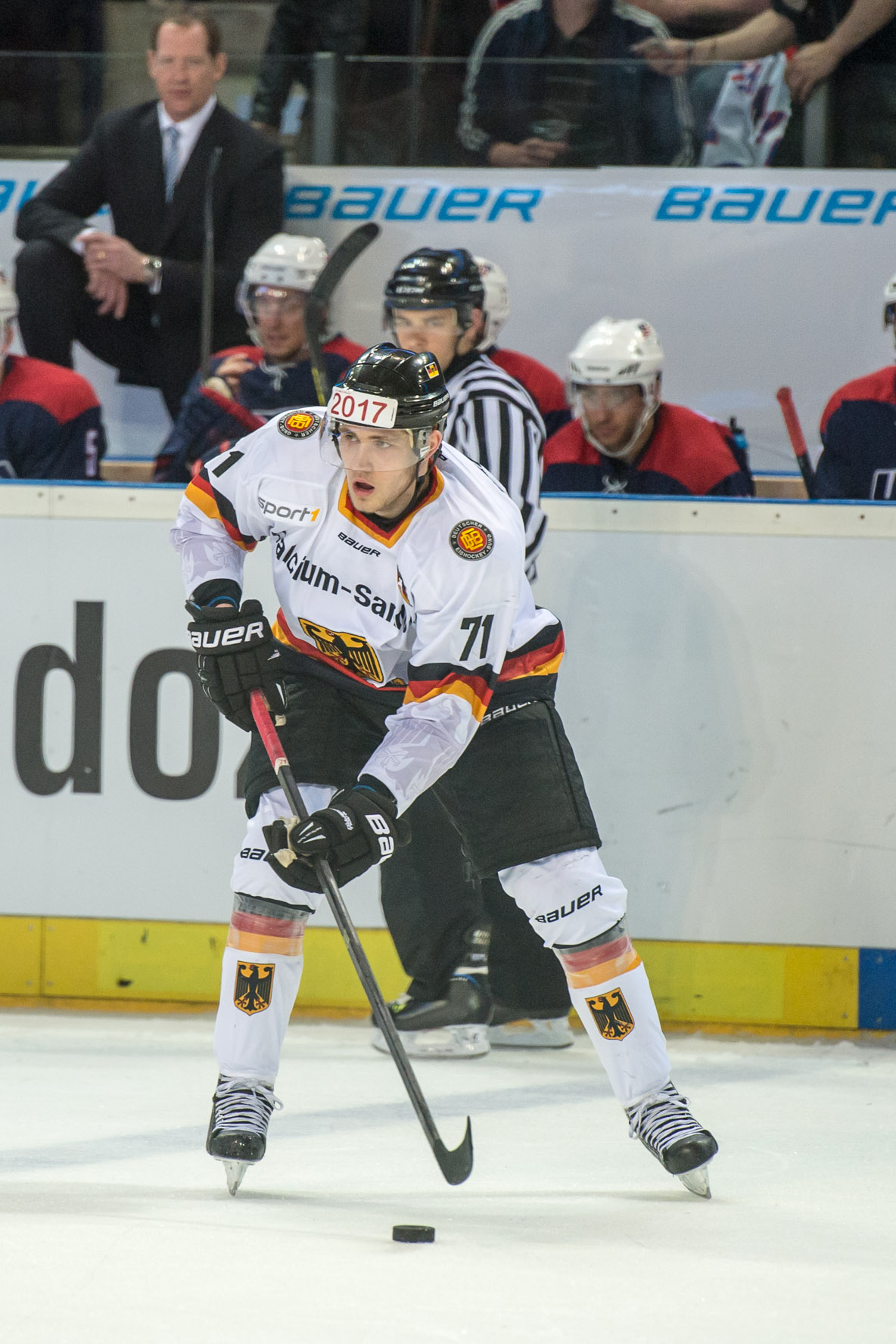
Draisaitl als Spieler der deutschen Nationalmannschaft (2014)

Den ersten Einsatz im Dress der deutschen Nationalmannschaft absolvierte der Stürmer bei der World U-17 Hockey Challenge 2012. Im gleichen Jahr gelang ihm ein weiteres Mal die Berufung in das DEB-Team, nun mit der Nominierung für den deutschen Kader für die Eishockey-Weltmeisterschaft der U18-Junioren 2012. In diesen Spielen gelangen ihm mit zwei Toren und fünf Assists in sechs Spielen durchschnittlich knapp mehr als ein Punkt pro Spiel. Beim 4:2-Sieg der DEB gegen die russische Auswahl punktete er mit zwei Vorlagen und beim Spiel gegen die Schweiz am 17. April steuerte er zum 6:2-Sieg zwei Tore und eine Vorlage bei. Die zweite und letzte Rückkehr in diese Auswahl absolvierte Draisaitl bei der Eishockey-Weltmeisterschaft der U18-Junioren 2013 und erreichte bei einem Spiel weniger die gleiche Punkteausbeute.
Durch die als gut bewerteten Leistungen Draisaitls in den U18-Auswahlen galt der gebürtige Kölner nun als eine sichere Stütze des DEB-Teams. Daraus folgend wurde er auch für die nächsthöhere Altersklasse, die U20-Junioren, regelmäßig nominiert. Die erste U-20 Weltmeisterschaft spielte der Center im russischen Ufa im Jahr 2013, das Turnier endete für den DEB in der Abstiegsrunde. Die deutsche Nationalmannschaft konnte mit einem Sieg gegen Norwegen den Abstieg jedoch verhindern. Im entscheidenden Spiel schoss Draisaitl zwei Tore und bereitete zwei weitere Treffer vor. Bei der WM erlangte Draisaitl bei insgesamt sechs Einsätzen zwei Treffer und vier Vorlagen. Seine zweite WM der U20-Junioren, der Eishockey-Weltmeisterschaft der U20-Junioren 2014 war zunächst von sehr durchwachsenen Spielen des Mittelstürmers durchzogen. Vor allem die Matchstrafe für einen Check von hinten gegen den Gegenspieler Andrew Copp der amerikanischen Auswahl hatte große Folgen für den Turnierverlauf des Stürmers: die Matchstrafe zog eine daran anschließende automatische Spielsperre von einer Begegnung nach sich. Erst in der Relegationsrunde konnte Draisaitl wieder am Geschehen teilnehmen, bei denen Deutschland drei Spiele gegen Norwegen zu absolvieren hatte. Bereits im ersten Spiel nach der Sperre erhielt Draisaitl für einen hohen Stock eine weitere Matchstrafe, die aber im Gegensatz zu der Strafe für einen Check von hinten nach IIHF-Regeln keine automatische Spielsperre von einem Spiel vorsieht. Draisaitl kam insgesamt bei dieser U-20-WM in Schweden auf fünf Einsätze, in denen er zwei Tore und zwei Vorlagen erreichte. Durch die beiden Matchstrafen kam er weiterhin auf 52 Strafminuten, einen deutlich höheren Wert als jemals in seiner internationalen Karriere zuvor. Der Kölner Stürmer wurde, wie bereits bei anderen Turnieren zuvor, stets mit seinem ehemaligen Teamkollegen aus den Juniorenzeiten bei Mannheim, Dominik Kahun, in einer Reihe eingesetzt.
Seinen ersten WM-Auftritt der Senioren absolvierte Draisaitl als 18-Jähriger am 10. Mai 2014 im Rahmen der Weltmeisterschaft 2014 in der belarussischen Landeshauptstadt Minsk. Bei seinem ersten Spiel wurde der Linksschütze in einer Reihe mit Matthias Plachta und Tobias Rieder eingesetzt. Draisaitl bereitete einen Treffer seines Mitspielers Plachta vor und wurde als bester Spieler seines Teams am Ende der Begegnung ausgezeichnet. Die DEB-Auswahl konnte nach Penaltyschießen das Spiel schließlich für sich entscheiden. Draisaitl stand bei seiner ersten Partie auf diesem Niveau in der vierten Stürmerreihe insgesamt 12:05 Minuten auf dem Eis. Bei der Weltmeisterschaft 2016 wurde er ebenfalls nominiert und kam auf acht Einsätze. Zudem vertrat er das Team Europa beim World Cup of Hockey 2016 und belegte dort mit der Mannschaft den zweiten Platz.

## Spielstil
Draisaitl galt als Juniorenspieler als großes Offensivtalent, das mit seiner damaligen Körpergröße (2014) von etwa 1,86 m und einem Gewicht von über 95 kg bereits gute körperliche Voraussetzungen für eine Karriere im Profibereich hatte. Der Kölner wurde damals als zukünftiger kompletter Spieler angesehen, der neben gefährlichen offensiven Aktionen seinem Team auch in der Defensive aushelfen kann. Vor allem sein Wille, den Puck in die Offensivzone zu bringen und eigenständig für Chancen zu sorgen, brachte Draisaitl Lob ein. Dabei wurde er besonders als Passgeber geschätzt, der mit präzisen Pässen seinen Mitspielern zu Torchancen verhilft. In der Offensive zog er meist das Abspiel dem eigenen Schuss vor. Die Qualität seiner Pässe bewies er bei der Skill Competition des NHL All-Star Game 2019, bei der Draisaitl den Pass-Wettbewerb gewann.
Zwei der zentralen Fähigkeiten, die Draisaitl bereits zu Juniorenzeiten von NHL-Scouts bescheinigt wurden, sind die hohe Durchsetzungsfähigkeit und Zweikampfmentalität in der gegnerischen Zone. Seine Durchsetzungsfähigkeit erlangte er bereits in Juniorenzeiten vor allem mit seiner großen Statur, welche der Angreifer häufig für das Abschirmen des Pucks vor dem verteidigenden Gegner einsetzt. Die gewonnene Zeit des längeren Puckbesitzes nutzt er oft, um auf eine geeignete Passsituation für seine Mitspieler zu warten.

## Erfolge und Auszeichnungen
| - 2011 Deutscher Schülermeister mit den Jungadler Mannheim - 2012 DNL-Meister mit den Jungadler Mannheim - 2012 DNL-Spieler des Jahres - 2014 Teilnahme am CHL Top Prospects Game - 2014 WHL First All-Star Team - 2015 Ed-Chynoweth-Cup-Gewinn mit den Kelowna Rockets - 2015 WHL Playoff MVP - 2015 Ed Chynoweth Trophy - 2015 Stafford Smythe Memorial Trophy - 2019 Teilnahme am NHL All-Star Game - 2020 Teilnahme am NHL All-Star Game - 2020 NHL-Spieler des Monats Februar - 2020 Art Ross Trophy | - 2020 Hart Memorial Trophy - 2020 Ted Lindsay Award - 2020 NHL First All-Star Team - 2020 Deutschlands Sportler des Jahres - 2021 NHL-Spieler des Monats November - 2022 Teilnahme am NHL All-Star Game - 2023 Teilnahme am NHL All-Star Game - 2023 NHL Second All-Star Team - 2024 Teilnahme am NHL All-Star Game - 2025 Maurice Richard Trophy - 2025 Topscorer der NHL-Playoffs - 2025 NHL Second All-Star Team - 2025 ESPY-Awards: Best NHL Player ESPY Award |

### International
- 2016 Zweiter Platz beim World Cup of Hockey

## Karrierestatistik
Stand: Ende der Saison 2024/25

### International
| Vertrat Deutschland bei: - World U-17 Hockey Challenge 2011 - Weltmeisterschaft der U18-Junioren 2012 - Weltmeisterschaft der U20-Junioren 2013 - Weltmeisterschaft der U18-Junioren 2013 - Weltmeisterschaft der U20-Junioren 2014 - Weltmeisterschaft 2014 | - Weltmeisterschaft 2016 - Qualifikationsturnier für die Olympischen Winterspiele 2018 - Weltmeisterschaft 2017 - Weltmeisterschaft 2018 - Weltmeisterschaft 2019 | Vertrat Team Europa bei: - World Cup of Hockey 2016 |

(Legende zur Spielerstatistik: Sp oder GP = absolvierte Spiele; T oder G = erzielte Tore; V oder A = erzielte Assists; Pkt oder Pts = erzielte Scorerpunkte; SM oder PIM = erhaltene Strafminuten; +/− = Plus/Minus-Bilanz; PP = erzielte Überzahltore; SH = erzielte Unterzahltore; GW = erzielte Siegtore; 1 Play-downs/Relegation; Kursiv: Statistik nicht vollständig)